# Torneo Federal A
O Torneo Federal A é um campeonato de futebol profissional argentino organizado pelo Consejo Federal (Conselho Federal), um órgão interno da Associação do Futebol Argentino (AFA), que congrega os clubes filiados indiretamente à AFA provenientes das ligas regionais. Junto com o campeonato da Primera B (para clubes diretamente filiados à AFA), é uma das duas ligas que compõem a terceira divisão (terceiro nível) do futebol argentino.
O certame foi criado como substituto do Torneo Argentino A, a partir do segundo semestre de 2014.

## História

### Antecedentes
Na temporada de 1985–86, a Associação do Futebol Argentino (AFA) decidiu mudar a estrutura dos campeonatos argentinos, composta até então pela seguinte hierarquia: a Primera División como divisão principal e abaixo dela, a Primera División B, Primera División C e Primera División D, respectivamente, como segunda, terceira e quarta divisão. Os clubes pertencentes pertencente às ligas regionais, filiados indiretamente à AFA por meio do Consejo Federal, até então só haviam participado do primeira divisão como convidados no Campeonato Nacional, e excepcionalmente, no Metropolitano. Na ocasião da mudança, foi criada uma nova competição, a Nacional B, que ocuparia o escalão da segunda divisão. Na nova estrutura, a Primera División manteve-se como divisão máxima, o recém-criado Torneo Nacional B passou a ser a segunda divisão, a Primera B junto com o recém-criado Torneo del Interior (para clubes filiados indiretamente à AFA) deram ferma a terceira divisão, a Primera C junto com as ligas regionais (para o futebol amador) compunham a quarta divisão e por fim a Primera D foi rebaixada como quinta divisão. Assim, os clubes filiados indiretamente à AFA que não participavam das temporadas regulares, foram incorporados ao sistema de acesso e rebaixamento.[carece de fontes?]

### Torneo del Interior
O Torneo del Interior, o primeiro dos dois torneios que antecederam o atual Torneo Federal A, foi constituído, e servia como ponte de acesso à segunda divisão do campeonato argentino. Foi um campeonato de futebol da terceira divisão disputado entre 1986 e 1995, e reunia equipes afiliadas indiretamente à AFA, oriundos das ligas regionais das 23 províncias da Argentina.[carece de fontes?]

### Torneo Argentino A
Para a temporada de 1995–96, foi criado o Torneo Argentino A como sucessor Torneo del Interior, o torneio dividido em zonas (Noroeste e Sureste), classificava os dois vencedores para a segunda divisão. Em suas diferentes edições, Torneo Argentino A mudou seu formato e a quantidade de times que disputaram, devido à mobilidade dos rebaixamentos da Primera B Nacional. Foram disputados torneios longos e outros divididos em duas fases: Apertura e Clausura.[carece de fontes?]

### Torneio Federal A
Por fim, no segundo semestre de 2014, o Torneo Argentino A foi substituído pelo atual Torneio Federal A, sem maiores alterações.[carece de fontes?]

## Regulamento

### Temporada Regular
O Torneo Federal A concede duas vagas para a segunda divisão da temporada seguinte. O torneio começa sendo disputado em dois turnos. Em cada turno, todos os times jogarão entre si uma única vez. Os jogos do segundo turno serão realizados na mesma ordem do primeiro, apenas com o mando de campo invertido. Não há campeões por turnos, e ao final da temporada regular, os quatro primeiros se classificam para a segunda fase na busca pela vaga na segunda divisão da próxima temporada, e os clubes restantes vão para uma outra fase chamada Revalida, que dará a outra vaga segunda divisão da próxima temporada.

### Segunda fase
Os clubes classificados da fase anterior são agrupados em duas zonas de 8 equipes cada. A fase é disputada em turno único e classifica para a terceira fase tanto o primeiro e segundo lugar de cada zona, assim como, o melhor terceiro colocado, enquanto que o outro terceiro lugar entrará na terceira etapa do Revalida. As equipes restantes participarão da segunda etapa do Revalida.

### Terceira fase
As equipes classificadas disputam esta fase em turno único e o clube que somar mais pontos será declarado campeão e ganhará acesso à segunda divisão do Argentino. As equipes restantes participarão da quarta etapa do Revalida.

### Revalida
- Primeira etapa: Disputada pelas equipes que não passaram da temporada regular para a segunda fase e são agrupadas em zonas da mesma forma da primeira fase (temporada regular), e começam a disputa da primeira etapa do Revalida em turno e returno. A equipe mais bem colocada de cada zona segue para a próxima etapa. A partir da próxima etapa, todos os jogos serão eliminatórios, ou seja, "mata-mata".[3][4]
- Segunda etapa: Disputada pelos clubes classificados da primeira etapa e pelas equipes eliminadas da segunda fase (exceto, o pior terceiro lugar que entrará na etapa seguinte).[3][4]
- Terceira etapa: As oitavas de final será disputada pelos clubes classificados da segunda etapa e pelo clube classificado como pior terceiro colocado da segunda fase.[3][4]
- Quarta etapa: As quartas de final será disputada pelos clubes classificados da terceira etapa e os clubes eliminados da terceira fase.[3][4]
- Quinta etapa: A semifinal será disputada pelos clubes classificados da quarta etapa.[3][4]
- Sexta etapa: A grande decisão será disputada entre os vencedores da quinta etapa e contemplará o vencedor com o acesso para a segunda divisão da próxima temporada.[3][4]

### Rebaixamento
Ao final da primeira etapa do Revalida, as quatro piores equipes de cada zona serão rebaixados para o Torneio Regional Federal Amador de 2020. Para isso, será usada a classificação final dividida por zonas levando em conta os pontos obtidos na temporada regular e na primeira etapa do Revalida. Após isso, os times restantes serão agrupadas em uma tabela geral e aqueles que ocuparem as últimas quatro posições também serão rebaixados. Em caso de igualdade nas pontuações, partidas de desempate serão disputadas.

## Campeões

### Por temporada
| Edição | Ano     | Campeão                                                                 | Fonte  |
| ------ | ------- | ----------------------------------------------------------------------- | ------ |
| 1      | 2014    | Não houve disputa pelo título, pois, tratava-se de torneio de transição |        |
| 2      | 2015    | Talleres de Córdoba                                                     | [ 5 ]  |
| 3      | 2016    | San Martín de Tucumán                                                   | [ 6 ]  |
| 4      | 2016–17 | Agropecuario Argentino                                                  | [ 7 ]  |
| 5      | 2017–18 | Central Córdoba de Santiago del Estero                                  | [ 8 ]  |
| 6      | 2018–19 | Estudiantes de Río Cuarto                                               | [ 9 ]  |
| 7      | 2019–20 | Cancelado                                                               | [ 11 ] |
| 8      | 2020    | Güemes                                                                  | [ 12 ] |
| 9      | 2021    | Deportivo Madryn                                                        | [ 13 ] |
| 10     | 2022    | Racing de Córdoba                                                       | [ 14 ] |
| 11     | 2023    | Gimnasia y Tiro (S)                                                     | [ 15 ] |
| 12     | 2024    | Central Norte (S)                                                       | [ 16 ] |

| Equipe                                 | Total |
| -------------------------------------- | ----- |
| Agropecuario Argentino                 | 1     |
| Central Córdoba de Santiago del Estero | 1     |
| Central Norte (S)                      | 1     |
| Deportivo Madryn                       | 1     |
| Estudiantes de Río Cuarto              | 1     |
| Gimnasia y Tiro (S)                    | 1     |
| Güemes                                 | 1     |
| Racing de Córdoba                      | 1     |
| San Martín de Tucumán                  | 1     |
| Talleres de Córdoba                    | 1     |

| Região                           | Total |
| -------------------------------- | ----- |
| Província de Córdoba             | 3     |
| Província de Salta               | 2     |
| Província de Santiago del Estero | 2     |
| Província de Buenos Aires        | 1     |
| Província de Chubut              | 1     |
| Província de Tucumã              | 1     |

## Artilheiros
| Temporada | Jogador                  | Equipe                 | Gols |
| --------- | ------------------------ | ---------------------- | ---- |
| 2014      | Hugo Troche              | Sportivo Patria        | 16   |
| 2015      | Adrián Toloza            | Mitre (SdE)            | 18   |
| 2015      | David Romero             | San Lorenzo de Alem    | 18   |
| 2015      | Gustavo Balvorín         | Juventud Antoniana     | 18   |
| 2016      | Gustavo Balvorín         | Juventud Antoniana     | 12   |
| 2016      | Matías Zbrun             | Libertad de Santa Fé   | 12   |
| 2016–17   | Pablo Palacios Alvarenga | Gimnasia y Esgrima (M) | 21   |
| 2017–18   | Pablo Palacios Alvarenga | Gimnasia y Esgrima (M) | 21   |
| 2018–19   | Franco Olego             | Defensores de Belgrano | 20   |

| Equipe                 | Total |
| ---------------------- | ----- |
| Gimnasia y Esgrima (M) | 2     |
| Juventud Antoniana     | 2     |
| Defensores de Belgrano | 1     |
| Libertad de Santa Fé   | 1     |
| Mitre (SdE)            | 1     |
| San Lorenzo de Alem    | 1     |
| Sportivo Patria        | 1     |